# أرض النعام (مسلسل)
أرض النعام هو مسلسل تلفزيوني درامي مصري عرض في شهر رمضان المبارك عام 2015.

## قصة المسلسل
يروي المسلسل ثلاث حكايات رئيسية: حلا (رانيا يوسف) التي تعاني من قسوة عمها الذي استولى على ميراثها دون وجه حق بعد وفاة والدها وتحاول ان تعرف مصير أمها التائهة، وكيتي (زينة) الفتاة اليتيمة التي تهيم على وجهها طيلة الوقت بين من تعرفهم، ويحيى (أحمد زاهر) الذي يعيش أزمة نفسية تجعله يتمنى الموت ويخاف من قدوم طفل من صلبه.

## الممثلون
- رانيا يوسف
- زينة
- سعيد طرابيك
- محمد شاهين
- أحمد فؤاد سليم
- مروة عبد المنعم
- نهلة سلامة
- سوسن بدر
- محمد عبد الجواد
- أحمد زاهر